# Liste der Monuments historiques in Trémeur
Die Liste der Monuments historiques in Trémeur führt die Monuments historiques in der französischen Gemeinde Trémeur auf.

## Liste der Bauwerke
| Bezeichnung      | Beschreibung                  | Standort | Kennzeichnung | Schutzstatus | Datum | Bild           |
| ---------------- | ----------------------------- | -------- | ------------- | ------------ | ----- | -------------- |
| Kirche St-Pierre | Erbaut ab dem 12. Jahrhundert | (Lage)   | PA00089733    | Inscrit      | 1926  | weitere Bilder |

## Liste der Objekte

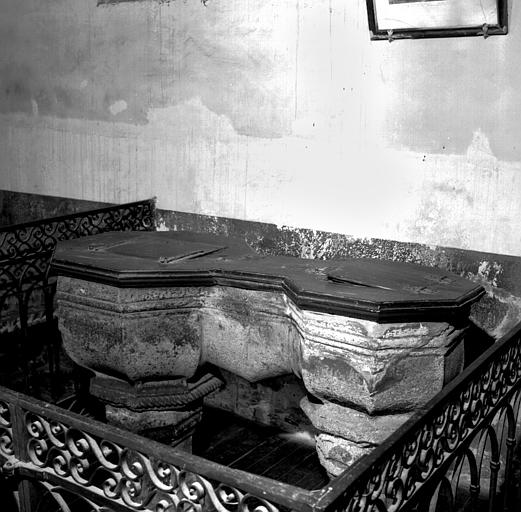
Taufbecken (15. Jahrhundert) in der Kirche St-Pierre

- Monuments historiques (Objekte) in Trémeur in der Base Palissy des französischen Kultusministeriums